# 第14回先進国首脳会議
第14回先進国首脳会議（だい14かいせんしんこくしゅのうかいぎ）は1988年7月19日から21日までカナダのトロントで開催された先進国首脳会議。通称:トロント・サミット。

## 出席首脳
サミットに参加した首脳は以下の通り:

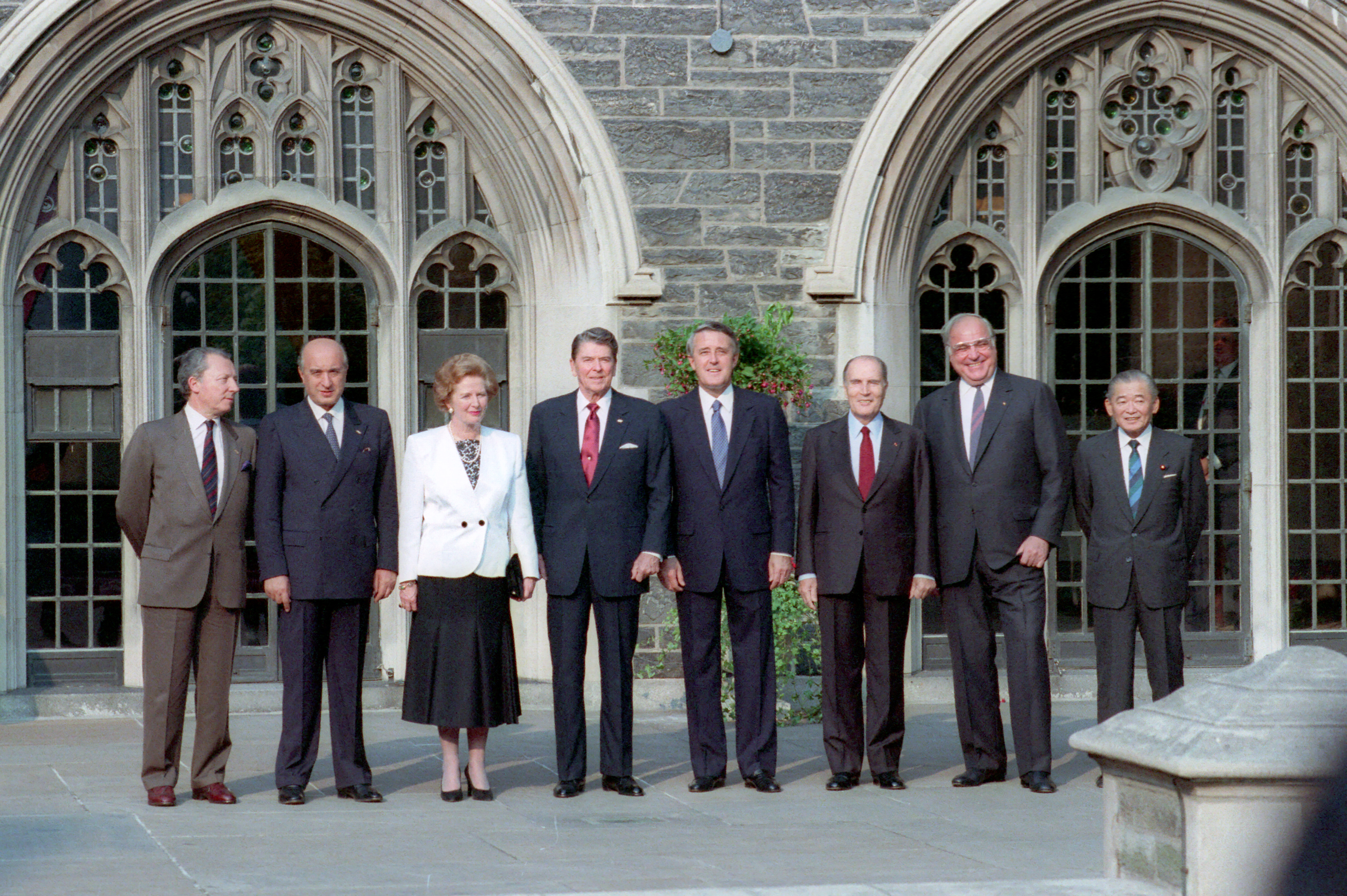
トロント・サミット参加の各国首脳　左からジャック・ドロール、チリアコ・デ・ミータ、マーガレット・サッチャー、ロナルド・レーガン、ブライアン・マルルーニー、フランソワ・ミッテラン、ヘルムート・コール、竹下登（1988年6月20日トロント大学で撮影）

- ブライアン・マルルーニー（議長・カナダ首相）
- フランソワ・ミッテラン（フランス共和国大統領）
- ロナルド・レーガン（アメリカ合衆国大統領）
- マーガレット・サッチャー（イギリス首相）
- ヘルムート・コール（西ドイツ首相）
- 竹下登（日本国内閣総理大臣）
- チリアコ・デ・ミータ（イタリア首相）
- ジャック・ドロール（欧州委員会委員長）

この他、EC議長国としてオランダのルード・ルベルス首相が参加した。

## 議題
- 国際経済協力
- 多国間貿易制度、ウルグアイ・ラウンド
- 新興工業国（Nics）
- 発展途上国と負債
- 環境問題
- 時期サミット
- 構造改革に関する別途会議
- その他の課題